# 미이라 (1999년 영화)
《미이라》(영어: The Mummy)는 1999년 개봉한 미국의 액션 모험 공포 영화이다. 1932년 개봉한 동명 영화를 원작으로 한다.
2000년 제72회 아카데미상 음향상 후보에 올랐다.
후속편으로 《미이라 2》(2001)와 《미이라 3: 황제의 무덤》(2008)이 있다.

## 줄거리
고대 이집트의 파라오 중 가장 영화를 누렸던 세티 1세의 시대. 세티 1세의 정부인 앙크수나문(파트리시아 벨라스케스 분)과 세티 1세의 총애을 한몸에 받던 승정원 이모텝(아널드 보슬루 분)은 금지된 사랑에 빠진다. 그러나 그들의 운명적인 사랑은 얼마되지 않아 파라오에게 발각되고 이에 앙크수나문은 자결하게 된다.
이모텝은 흑마서의 주문으로 그녀를 부활시키려 하지만, 파라오의 근위대에 붙잡히게 되고, '홈다이'라는 형벌에 처해진다. 홈다이란 산 채로 석관에 갇혀 영원히 생시체가 되는 끔찍한 극형. 결국 금지된 사랑은 파라오의 저주로 비극적인 끝을 맺고 왕족들이 잠든 하무납트라는 죽음의 도시가 되어 역사 속에 묻힌다.
황금의 유물을 찾아 여러 탐험가들이 하무납트라를 찾아오지만 하나같이 의문의 죽음을 당하고, 전투 중에 피신했던 외인부대 장교 릭 오코넬(브렌던 프레이저 분)만이 유일하게 살아남는다. 그 소식을 들은 이집트 박물관 사서 이비(레이철 바이스 분)와 그녀의 오빠 조너선(존 해나 분)이 릭을 찾아오고 죽음의 도시 하무납트라에 관한 단서를 듣게 된다.
용기와 모험심으로 뭉친 세 사람은 의기 투합하여 하무납트라의 황금 유물을 찾아 떠나기로 한다. 한편 파라오의 저주를 푸는 열쇠를 손에 넣은 조너선은 실수로 이모텝을 부활시키고, 마침내 3천 년을 기다려온 엄청난 분노가 온 이집트를 뒤덮는다.
아무것도 모르는 세 사람은 죽음과 저주의 왕국 한가운데에서 살아난 미라와 사투를 벌이는데...

## 출연
- 브렌던 프레이저 - 릭 오코넬 역
- 레이철 바이스 - 에벌린 "이비" 카너핸 역
- 존 해나 - 조너선 카너핸 역
- 아널드 보슬루 - 이모텝 역
- 케빈 J. 오코너 - 베니 개보어 역
- 조너선 하이드 - 앨런 체임벌린 박사
- 오데드 페르 - 아데스 베이 역
- 에릭 아바리 - 테런스 베이 박사 역
- 스티븐 더넘 - 아이작 헨더슨 역
- 코리 존슨 - 데이비드 대니얼스 역
- 턱 왓킨스 - 버나드 번스 역
- 오미드 절릴리 - 갓 핫산 교도소장 역
- 버나드 폭스 - 윈스턴 해블록 역
- 파트리시아 벨라스케스 - 앙크수나문 역

## 우리말 녹음
| KBS 성우진 (2002년 2월 14일) - 성완경 - 릭 오코넬(브렌던 프레이저) - 임은정 - 에벌린 카너핸(레이철 바이스) - 장정진 - 조너선 카너핸(존 해나) - 설영범 - 아데스 베이(오데드 페르) - 김익태 - 베니 개보어(케빈 J. 오코너) - 황원 - 윈스턴 해블록(버나드 폭스) - 온영삼 - 테런스 베이 박사(에릭 아바리) - 유민석 - 앨런 체임벌린 박사(조너선 하이드) - 문관일 - 갓 핫산(오미드 절릴리) - 한호웅 - 번스(턱 왓킨스) - 전인배 - 헨더슨(스티븐 더넘) - 이주원 - 도적(칼 체이스) / 간수(모하메드 아피피) - 류다무현 - 대니얼스(코리 존슨) | MBC 성우진 (2005년 1월 2일) - 신성호 - 릭 오코넬(브렌던 프레이저) - 송도영 - 에벌린 카너핸(레이철 바이스) - 손원일 - 조너선 카너핸(존 해나) - 박지훈 - 아데스 베이(오데드 페르) - 김호성 - 베니 개보어(케빈 J. 오코너) - 전국근 - 이철용 - 김용준 - 송준석 - 최한 - 방성준 |  |